# 전주원 (농구인)
전주원(錢周媛, 1972년 11월 15일 ~ )은 대한민국의 농구 선수, 지도자이다. 현역 시절에 한국여자프로농구(WKBL)의 인천 신한은행 에스버드에서 21시즌 동안 활약했으며, 역대 WKBL 최고령 선수 기록을 남겼다. 현재는 한국여자프로농구(WKBL) 아산 우리은행 우리WON의 수석 코치를 맡고 있으며, 2020년 하계 올림픽 당시 대한민국 여자 농구 국가대표팀의 감독을 맡았다.

## 학력
- 선일초등학교
- 선일여자중학교
- 선일여자고등학교

## 생애
명일초등학교 4학년 때 농구에 처음 입문하였고, 선배인 윤효진을 따라 선일초등학교로 전학을 갔다. 이후 선일여자중학교를 거쳐 1991년 선일여자고등학교, 2009년 극동정보대학교를 졸업하였고 선일여고 1학년 때 청소년 대표팀에 발탁되었다. 선일여자고등학교 3학년 때 당시 신생 실업 팀이었던 현대산업개발에 연고 선수로 입단하였다. 현대산업개발이 신한은행에 인수된 이후에도 현역에서 은퇴할 때까지 한 팀에서만 활동하였다. 1991년 실업 1년차 시절에 국가대표팀에 발탁되었다. 2004년 임신한 후 잠시 현역에서 물러나 있다가 2005년 출산 이후 신한은행에 복귀하여 2011년까지 선수 겸 플레잉 코치로 활약했다.

### 지도자
2011년에 현역에서 다시 물러나 신한은행의 코치로 전업하고, 2012년 신한은행 위성우 코치가 우리은행의 신임 감독이 되자 위성우와 함께 우리은행의 코치로 옮겼다.
2021년 1월 27일에는 2021년 하계 올림픽을 대비한 대한민국 여자 농구 국가대표팀 감독으로 선임되었다. 이는 대한민국 여자 대표팀 감독으로는 처음으로 올림픽에 참가하는 여성 감독 기록이며, 전주원에게 있어서도 첫 감독직이다.

## 수상 내역
- 1991년 농구대잔치 신인상
- 1991, 93, 94, 95, 96, 97, 98년 농구대잔치 베스트 5 선정
- 1993년 농구대잔치 우수선수
- 1994, 95년 농구대잔치 수비 5걸 선정
- 1996년 농구대잔치 어시스트상 수상
- 1996년 3월 스포츠조선 빅스포츠대상 여자최고인기스타상
- 1998년 스포츠서울 아마추어 미스휠라상(인기상)
- 1998년 WKBL 여름리그 스틸상, 우수수비상
- 1998년 11월 농구대잔치 수비상
- 1999년 여름리그 BEST5 어시스트상 수상
- 2000년 겨울리그 우수선수상, 어시스트상, 자유투상, 우수수비상, 베스트5
- 2002년 WKBL 여름리그 우승
- 2003년 여름리그 어시스트상, 2라운드 MVP, 베스트5, 2000득점상, 모범선수상
- 2004년 임신으로 현역 활동 일시 중단
- 2005년 현역 복귀. 여름리그 어시스트상, BEST5
- 2007년 삼성생명배 여자프로농구 겨울리그 베스트5, 올스타
- 2007년 삼성생명배 여자프로농구 겨울리그 최우수선수상
- 2007년 제1회 한국페어플레이상
- 2010년 플레이오프 MVP수상
- 2011년 선수 은퇴
- 2011년 신한은행 에스버드 코치
- 2012년 우리은행 한새 코치
- 2014년 아시안 게임 대한민국 여자 농구 국가대표팀 코치